# Randusari (Prambanan)
Randusari is een bestuurslaag in het regentschap Klaten van de provincie Midden-Java, Indonesië. Randusari telt 2878 inwoners (volkstelling 2010).